# Trachylepis hemmingi
Espèce
Synonymes
- Mabuya hemmingi Gans, Laurent & Pandit, 1965

Trachylepis hemmingi est une espèce de sauriens de la famille des Scincidae.

## Répartition
Cette espèce est endémique de Somalie.

## Étymologie
Cette espèce est nommée en l'honneur de l'entomologiste britannique Christopher Francis Hemming.

## Publication originale
- Gans, Laurent & Pandit, 1965 : Notes on a herpetological collection from the Somali Republic. Annales du Musée Royal de l'Afrique Centrale, Série in Octavo, Science Zoologique, Tervuren, vol. 134, p. 1-93.